# Echeveria argentinensis
Echeveria argentinensis es una planta suculenta de la familia de las crasuláceas. Es endémica de Argentina, de las provincias de Jujuy y Salta.
Tiene una variedad, E. a. var. kieslingii endémica de la provincia de Salta.

## Historia
Esta planta fue colectada por primera vez por el recolector inglés de plantas Edward Kent Balls, el cual inició una expedición desde Perú a través de Bolivia llegando a Jujuy, Argentina donde la colectó por primera vez en Tilcara el 9 de febrero de 1939. Su espécimen depositado en el Kew fue determinado como Echeveria peruviana, una especie ya descrita 95 años atrás en 1834, en el sur de Perú.
En 1968 el botánico estadounidense Paul Clifford Hutchison determino el holotipo como Echeveria argentinensis pero no de manera oficial.
En 2019 a partir de estudios de disección y secuenciación, y comparándola con la verdadera E. peruviana se pudo determinar que eran especies diferentes, además de no haber una filogenia próxima, tratándose de una convergencia evolutiva. Fue renombrada de manera oficial a E. argentinensis en honor a Hutchison. Además esta nueva especie presenta otra variedad, nombrada como Echeveria argentinensis var. kieslingii de la provincia de Salta.

## Descripción

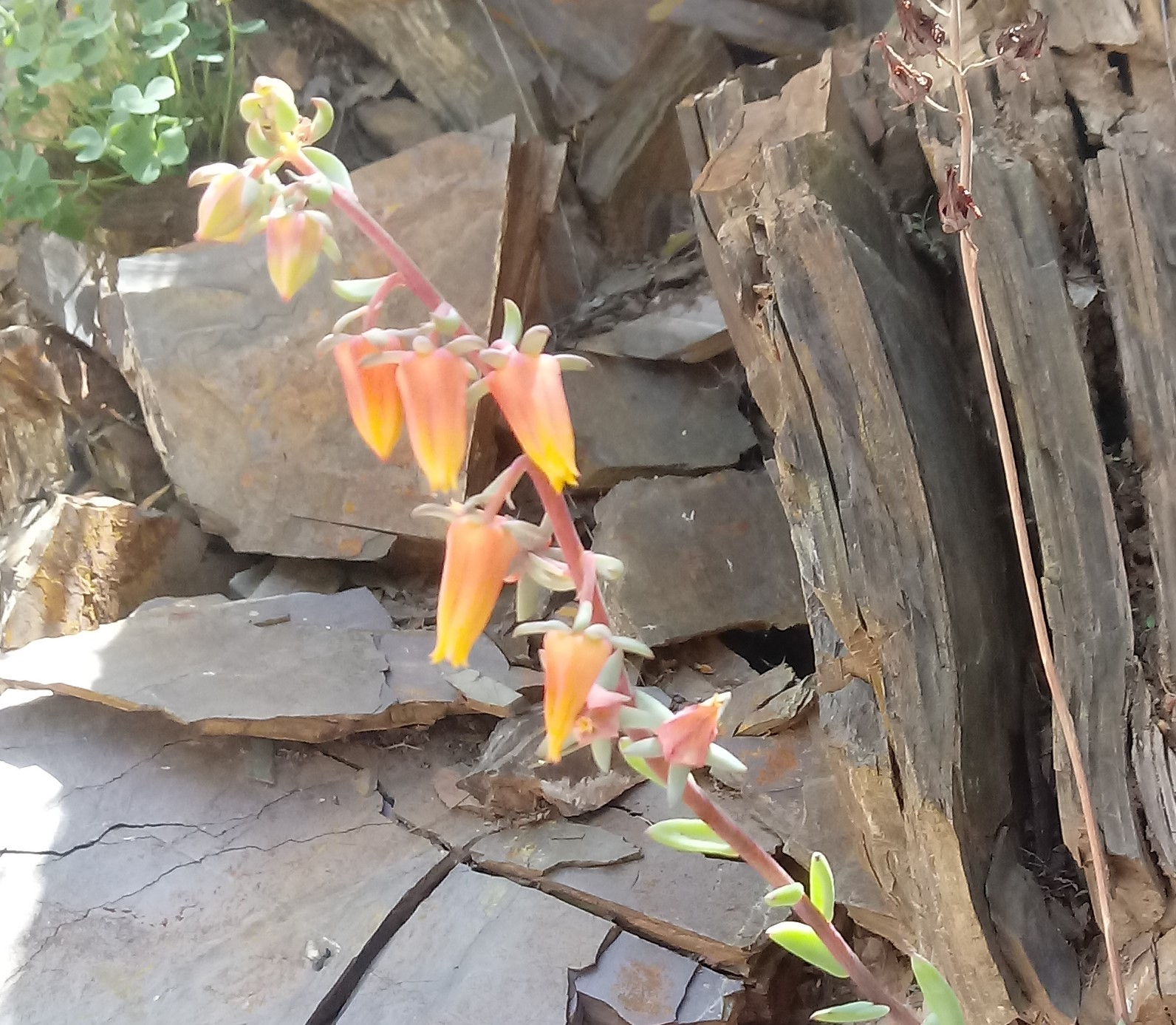
Detalle de la inflorescencia.

Es una planta suculenta, perenne, glabra y acaule o con tallo corto y simple. Presenta raíces napiformes como la mayoría de las Echeverias en Sudamérica que habitan en regiones con épocas frías y secas como la de los Andes, pero esta especie es considerada como la especie con raíces más tuberosas de todo el género, además una de las pocas que entran en estado de dormancia debido a las regiones con climas hostiles en donde habita.

## Distribución y hábitat
La variedad tipo es endémica de la ecoregión de la Puna, habitando mayormente en la quebrada de Humahuaca en la provincia de Jujuy (de los departamentos de Doctor Manuel Belgrano, Humahuaca, Tilcara, Tumbaya y Valle Grande) y en Salta (departamento de Iruya), en Argentina, entre los 2700 - 3800 m s. n. m. El nevado de Chañi en la frontera con las dos provincias es su rango más austral.
Mientras que E. a. var. kieslingii es endémica del oeste del valle de Lerma en la provincia de Salta.

## Taxonomía
Echeveria argentinensis fue descrita por Guillermo Pino, Roberto Kiesling, William Ale y Daniel Marquiegui en Cactus and Succulent Journal, 91(3): 190 (2019).
Etimología
Echeveria: nombre genérico que fue descrito en 1828 por Augustin Pyrame de Candolle en Prodromus Systematis Naturalis Regni Vegetabilis 3: 401. El género fue nombrado en honor del artista botánico mexicano Atanasio Echeverría y Godoy (¿1771?-1803).
argentinensis: epíteto geográfico que indica su localización en Argentina.